# Marianne Schmidt
Marianne Schmidt, geb. Lange (* 30. Juni 1929 in Berlin; † 18. September 2017) war eine deutsche Literaturwissenschaftlerin und Autorin.

## Biografie
Nach einem Studium der Pädagogik, Germanistik und Theaterwissenschaft an der Humboldt-Universität zu Berlin promovierte Marianne Schmidt 1966 in Greifswald. Auf eine Tätigkeit bei der Zeitschrift neue deutsche literatur folgte 1969 eine Dozentur am Leipziger Institut für Literatur „Johannes R. Becher“. 1979 wurde Marianne Schmidt außerordentliche Professorin an der PH Dresden. Sie beschäftigte sich vor allem mit zeitgenössischen Autoren, wie Wolfgang Borchert, Erwin Strittmatter und Anna Seghers. 
Sie war seit 1951 mit dem Schriftsteller Konrad Schmidt (1926–1995) verheiratet, mit dem sie zwei Söhne hat. Seit 1960 war Marianne Schmidt Mitglied des Deutschen Schriftstellerverbandes (ab 1973: Schriftstellerverband der DDR), seit 1988 der Internationalen Wolfgang-Borchert-Gesellschaft, seit 1990 des Verbandes der Schriftsteller in der IG Medien (2001 in ver.di aufgegangen). Sie lebte seit den 1950er-Jahren in Kleinmachnow, auf dessen Waldfriedhof sie auch beigesetzt wurde.